# Lusaka International Airport
Kenneth Kaunda internationella flygplats (IATA: LUN, ICAO: FLLS), formellt Lusaka internationella flygplats, är en internationell flygplats ca 27 km nordöst om Lusaka centrum.
Flygplatsen är Zambias största flygplats både till storlek och resestatistik. Flygplatsen ägs och sköts av den statliga myndigheten National Airport Corporation Limited

## Faciliteter
Flygplatsen har bland annat en bank, postkontor, restaurang, barer, taxfree, apotek och VIP-område samt så har ett flertal flygbolag säljkontor där man kan köpa biljetter.

## Transfer till staden
Att ta sig till och från Lusaka är enkelt, lättast är med taxi eller minibuss som alltid finns i närheten. De blåa fordonen är godkända och licensierade av Zambiska trafikmyndigheten men många har taxiverksamhet med privata bilar.

## Flygbolag och Destinationer

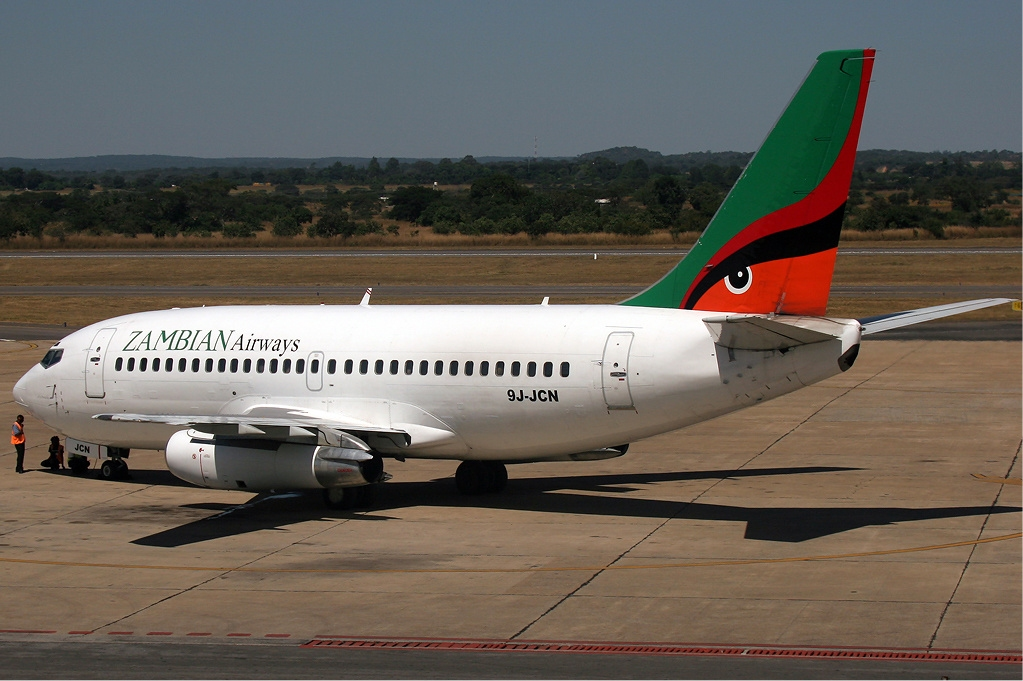
Zambian Airways Boeing 737-200 på Lusaka Internationella Flygplats.

| Flygbolag                   | Destinationer                                       |
| --------------------------- | --------------------------------------------------- |
| Air Botswana                | Gaborone                                            |
| Air Malawi                  | Blantyre, Harare, Lilongwe                          |
| Air Namibia                 | Windhoek                                            |
| Airlink                     | Johannesburg-OR Tambo                               |
| British Airways             | London-Heathrow flygplats                           |
| Emirates                    | Dubai, Harare                                       |
| Ethiopian Airlines          | Addis Ababa Bole                                    |
| Kenya Airways               | Harare, Lilongwe, Jomo Kenyatta                     |
| KLM                         | Amsterdam-Schiphols flygplats                       |
| Precision Air               | Dar es Salaam, Lubumbashi                           |
| Proflight Commuter Services | Chipata, Kasama, Livingstone, Mansa, Ndola, Solwezi |
| South African Airways       | Johannesburg-OR Tambo                               |
| South African Express       | Durban                                              |
| TAAG Angola Airlines        | Luanda                                              |
| Zambezi Airlines            | Dar es Salaam, Harare, Johannesburg-OR Tambo        |